# 普雷斯特布里 (伊利諾伊州)
普雷斯特布里（英語：Prestbury）是位於美國伊利諾伊州凱恩縣的一個人口普查指定地區。

## 地理
普雷斯特布里的座標為41°47′00″N 88°25′04″W / 41.78333°N 88.41778°W，而該地最高點為海拔高度209米（即686英尺）。

## 人口
根據2010年美國人口普查的數據，普雷斯特布里的面積為1.71平方千米，當中陸地面積為1.64平方千米，而水域面積為0.07平方千米。當地共有人口1952人，而人口密度為每平方千米1,141.52人。